# Fedir Morhun
Fedir Trochymowycz Morhun (ukr. Фе́дір Трохи́мович Моргу́н, ros. Фёдор Трофи́мович Моргу́н, ur. 12 maja 1924 we wsi Nowoołeksandriwka w okręgu stalińskim (obecnie obwód doniecki), zm. 7 sierpnia 2008 w Połtawie) – radziecki i ukraiński polityk, członek KC KPZR (1976–1990), Bohater Pracy Socjalistycznej (1976).

## Życiorys
W latach 1943–1945 służył w Armii Czerwonej, uczestnik II wojny światowej, brał udział w walkach m.in. na terenie Czechosłowacji, dwukrotnie ranny. Od 1945 pomocnik kierownika i kierownik wydziału, agronom w sowchozie, później dyrektor sowchozu, w latach 1945–1949 studiował w Dniepropietrowskim Instytucie Rolniczym, od 1952 w WKP(b), 1954–1959 dyrektor sowchozu w obwodzie kokczetawskim, 1959–1961 I sekretarz rejonowego komitetu KPK w obwodzie kokczetawskim, 1961–1962 szef obwodowego zarządu zapasów w Kokczetawie. Od 1962 do stycznia 1963 I zastępca przewodniczącego Rady Obwodowej w Pawłodarze, od stycznia 1963 do grudnia 1964 II sekretarz Wiejskiego Komitetu Obwodowego KPK w Pawłodarze, od 1965 instruktor Wydziału Rolnego KC KPZR, 1969-1972 I zastępca przewodniczącego Rady Ministrów Kirgiskiej SRR. Od 1972 do stycznia 1973 inspektor KC KPU, od stycznia 1973 do 2 kwietnia 1988 I sekretarz Komitetu Obwodowego KPU w Połtawie, od 13 lutego 1976 do 16 czerwca 1990 członek KC KPU. Od 24 lutego 1976 zastępca członka, a od 26 października 1976 do 2 lipca 1990 członek KC KPZR. Od marca 1988 do lipca 1989 przewodniczący Państwowego Komitetu ZSRR ds. ochrony przyrody, w latach 1995–2001 doradca gubernatora obwodu biełgorodzkiego, 2001-2008 doradca głowy połtawskiej obwodowej administracji państwowej ds. zagadnień agrarnych. Deputowany do Rady Najwyższej ZSRR od 8 do 11 kadencji.
W Połtawie jedną z ulic nazwano jego imieniem.

## Odznaczenia i nagrody
- Medal Sierp i Młot Bohatera Pracy Socjalistycznej (24 grudnia 1976)
- Order Lenina (czterokrotnie)
- Order Księcia Jarosława Mądrego V klasy (Ukraina, 2004)
- Order Czerwonego Sztandaru Pracy (trzykrotnie)
- Order Wojny Ojczyźnianej I klasy (dwukrotnie)
- Nagroda Państwowa ZSRR